# Prosopocoilus inquinatus andamanus
Prosopocoilus inquinatus andamanus es una subespecie de coleóptero de la familia Lucanidae.

## Distribución geográfica
Habita en Andaman (India).